# 저스트 댄스 2021
저스트 댄스 2021(영어: Just Dance 2021)은 유비소프트의 비디오 게임 저스트 댄스 2020의 후속작이다. 또한 저스트 댄스 2021은 2020년 11월 12일부터 정가 64800원에 판매를 시작했으며, 저스트 댄스 시리즈의 2020년 기준 최신작이다. 여러 기종에서 플레이가 가능하며, 40곡이 탑재되었다.

## 같이 보기
- 저스트 댄스 2020
- 유비소프트